# Earth Man Blues
Earth Man Blues è il trentatreesimo album in studio del gruppo musicale statunitense Guided by Voices, pubblicato nel 2021.

## Tracce
1. Made Man – 1:22
2. The Disconnected Citizen – 3:12
3. The Batman Sees The Ball – 3:18
4. Dirty Kid School – 2:56
5. Trust Them Now – 2:21
6. Lights Out In Memphis (Egypt) – 5:41
7. Free Agents – 2:00
8. Sunshine Girl Hello – 2:25
9. Wave Starter – 1:34
10. Ant Repellent – 2:36
11. Margaret Middle School – 1:10
12. I Bet Hippy – 2:30
13. Test Pilot – 1:30
14. How Can A Plumb Be Perfected? – 2:59
15. Child's Play – 1:38